# Alix Bénézech
Alix Bénézech (Wissembourg, 25 de septiembre de 1989) es una actriz francesa.

## Biografía
Se crio en Alemania, Alsacia y el sur de Francia.  Ella tiene una licenciatura con honores y valida una maestría en literatura moderna mientras toma clases de canto, danza y actuación. Ella habla francés, inglés y alemán.
En 2017 fue elegida para ser la madrina del corazón del desfile de Alta Costura Franck Sorbier y fue la musa de la nueva campaña Mod's Hair y se convirtió en la primera embajadora actriz de Jaguar.

## Filmografía

### Cine
- 2010: Black Venus'
- 2012: On the Other Side of the Tracks
- 2015: Summertime
- 2015: L'Odeur de la mandarine
- 2015: Bis
- 2016: Camping 3
- 2017: Fractures
- 2018: Mission: Impossible - Fallout
- 2018: 15:17 Tren a París

### Cortometraje
- 2011: Train-Potins
- 2013: Le Quepa sur la vilni !
- 2014: Moonlight Serenade
- 2017: Like Wolves and Lambs
- 2017: La Boulangerie

### Televisión
- 2011: Plus belle la vie (temp 8)
- 2013: Nos chers voisins
- 2014: Fais pas ci, fais pas ça (temp 6, cap 3)
- 2014: R.I.S, police scientifique (temp 9, cap 7)
- 2015: Napoléon, la campagne de Russie
- 2015-2018: Nina (temps 1-4)
- 2016: Qui sème l’amour...
- 2016: Mallory
- 2017: Le Sang de la vigne (temp 7, cap 2)
- 2017: Alice Nevers, le juge est une femme (temp 15, cap 9)
- 2018: Cassandre (television series)|Cassandre (temp 3, cap 3)

## Teatro
- 2010-2011: Le Fantôme de l’Opéra
- 2012: Les Serments Indiscrets
- 2013: Elvira
- 2015: Blanche Neige ou la Chute du Mur de Berlin
- 2017: Fragments
- 2018: A Fleur de Mots

## Premios y nominaciones

### Ganadora
- 2011: Prix d'Interprétation  del Festival Ciné Poche  de  Train-Potins  de Lucas Stoll.
- 2016: Prix d'Interprétation  del Festival  Les Hérault du Cinéma et de la Télé  para Bis de Dominique Farrugia.
- 2017: Best Actress del festival Feel the Reel International Film y Honourable Mention del festival Howling Wolf Film por La Boulangerie por Luke Jin.

### Nominada
- 2014:  Lutin de la Meilleure Actrice de Les Lutins du Court Métrage para Le Quepa sur la vilni!